# Dopisni šahovski zapis
Dopísni šáhovski zapís ali števílčni zapís se uporablja v dopisnem šahu.

## Opis
Vsako polje je označeno z dvomestno številčno označbo (a1=11, b1=21, c1=31, ..., a2=12, ..., h8=88).
- Odigrano potezo zapišemo z navedbo začetnega in končnega polja, kar nam da štirimestno število: npr.: 1. Sg1-f3 je 1. 7163.

- Rokada je označena s potezo kralja.  Npr.: 5171 je mala rokada (0-0) belega.

- Promocija (šah) kmeta se označi z dodajanjem pete številke s katero je označena figura, v katero se promovira kmet. Oznaka promovirane figure: 1 = dama, 2 = trdnjava, 3 = lovec, 4 = skakač; npr.: b7-b8D je  2728 1.